# 扁舌蛭
扁舌蛭（学名：Glossiphonia complanata）为舌蛭科舌蛭属动物，俗名腹平扁蛭、扁蛭。分布于亚洲、美洲、欧洲以及中国大陆等地，常栖息于湖泊、池塘以及河川等流动水体里、主要附着于水中石块或水草上以及也见于两栖类以及螺类体上。该物种的模式产地在欧洲。